# Boubon
Boubon (auch: Boubon Goungou) ist ein Dorf in der Landgemeinde Karma in Niger.

## Geographie

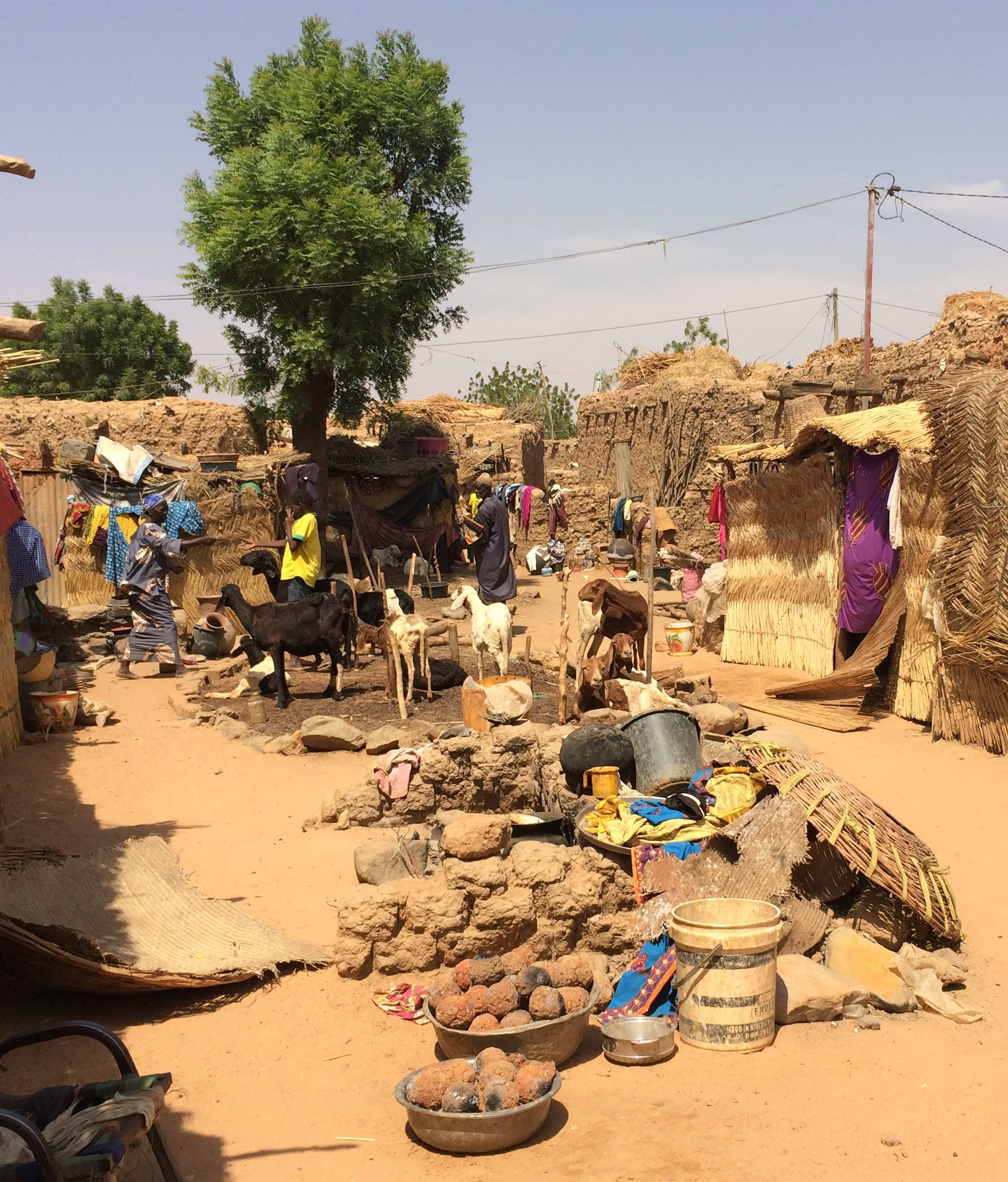
Straßenszene in Boubon

Das Fischerdorf Boubon liegt am Fluss Niger nordwestlich der Hauptstadt Niamey, von der es auf der Straße und mit Pirogen erreichbar ist. Es befindet sich rund 14 Kilometer südöstlich des Hauptorts Karma der gleichnamigen Landgemeinde, die zum Departement Kollo in der Region Tillabéri gehört. Am gegenüberliegenden Flussufer befinden sich die Dörfer Danbou Béri und Sarando Ganda.

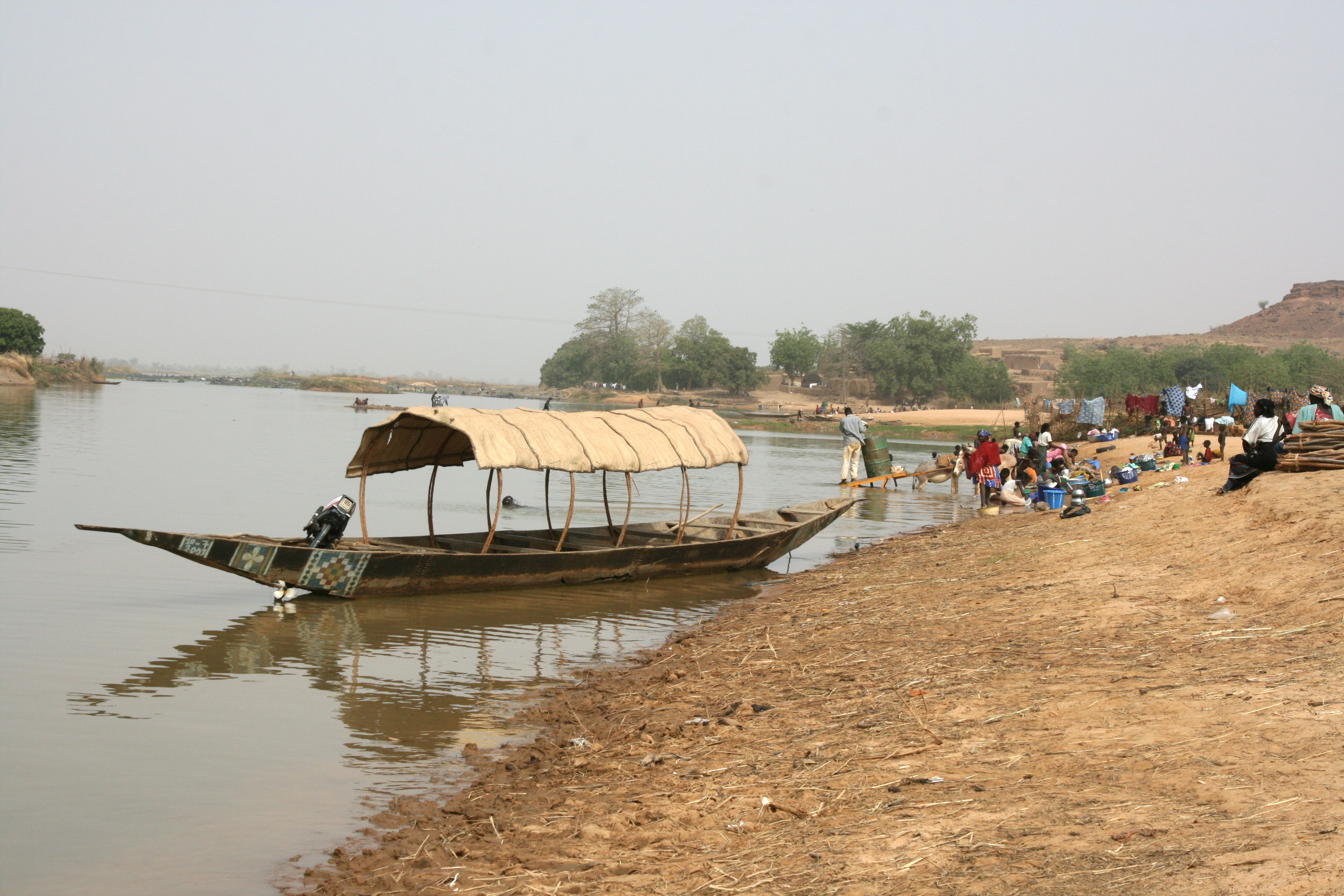
Flussufer in Boubon

Boubon wird wie die gesamte Gemeinde Karma zur Übergangszone zwischen Sahel und Sudan gerechnet. Vor der Siedlung leben zahlreiche Flusspferde. Im Ort wurden die Schlangenarten Weißbauch-Sandrasselotter (Echis leucogaster) und Westafrikanische Sandrasselotter (Echis ocellatus) gesichtet. Am Flussufer wurden folgende Vogelarten beobachtet:
- Schwarzhalsreiher (Ardea melanocephala)
- Purpurreiher (Ardea purpurea)
- Senegaltriel (Burhinus senegalensis)
- Grünmantel-Bogenflügel (Camaroptera brachyura)
- Spornkuckuck (Centropus senegalensis)
- Graufischer (Ceryle rudis)
- Wiesenweihe (Circus pygargus)
- Jakobinerkuckuck (Clamator jacobinus)
- Schwarzschwanz-Lärmvogel (Crinifer piscator)
- Witwenpfeifgans (Dendrocygna viduata)
- Seidenreiher (Egretta garzetta)
- Gleitaar (Elanus caeruleus)
- Bergammer (Emberiza tahapisi)
- Weißwangenlerche (Eremopterix leucotis)
- Afrikanischer Silberschnabel (Euodice cantans)
- Fuchsfalke (Falco alopex)
- Rothalsfalke (Falco chicquera)
- Lachseeschwalbe (Gelochelidon nilotica)
- Grünbrust-Nektarvogel (Hedydipna platura)
- Fahlkehlschwalbe (Hirundo aethiopica)
- Senegalamarant (Lagonosticta senegala)
- Graubürzel-Singhabicht (Melierax metabates)
- Karminspint (Merops nubicus)
- Gabarhabicht (Micronisus gabar)
- Kaptäubchen (Oena capensis)
- Dorfweber (Ploceus cucullatus)
- Felsenrebhuhn (Ptilopachus petrosus)
- Röteltaube (Streptopelia vinacea)
- Savannentoko (Tockus erythrorhynchus)
- Grünschenkel (Tringa nebularia)
- Schleiereule (Tyto alba)[4]

## Geschichte

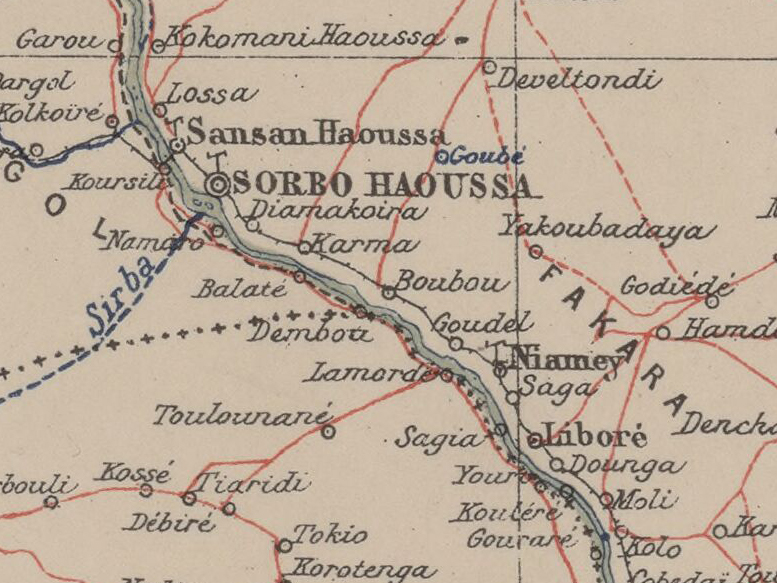
Ausschnitt einer Karte von 1903 mit Boubon (Boubou) im Zentrum

Das Dorf wurde um das Jahr 1340 von einer Gruppe Songhai gegründet. Anfang des 17. Jahrhunderts besiedelten Zarma den Ort. Im 19. Jahrhundert gehörte Boubon zum Emirat Gwandu, das wiederum ein Bestandteil des Kalifats von Sokoto war. Die 374 Kilometer lange Piste von Gaya über Niamey nach Tillabéri, die durch Boubon führte, galt in den 1920er Jahren als einer der Hauptverkehrswege in der damaligen französischen Kolonie Niger. Sie war in diesem Abschnitt in der Trockenzeit mit Automobilen befahrbar.
Im Jahr 2003 fand das Modefestival Festival International de la Mode en Afrique in Boubon statt und 2007 war hier einer der Spielorte der ersten Ausgabe des Open-Air-Kulturfestivals Pripalo unter der Leitung von Achirou Wagé. Das Dorf war stark von der Flutkatastrophe in West- und Zentralafrika 2010 betroffen, 2317 Einwohner wurden damals als Katastrophenopfer eingestuft. Der französische humanitäre Verein Niger Ma Zaada errichtete 2020 eine Wasserleitung im Ort. Boubon wurde 2023 als einer von 20 Orten im Departement Kollo als „Modelldorf“ der Initiative Spotlight zertifiziert. Das 2019 in Niger begonnene Programm zielte auf die Beseitigung geschlechtsspezifischer Gewalt und schädlicher Praktiken. Es wurde von der Europäischen Union finanziert und vom UNDP, dem UNFPA, den UN Women und der UNICEF umgesetzt.

## Bevölkerung
Boubon hatte 4423 Einwohner in 589 Haushalten bei der Volkszählung 1988 und 5300 Einwohner in 676 Haushalten bei der Volkszählung 2001. Bei der Volkszählung 2012 belief sich die Einwohnerzahl auf 1829 in 261 Haushalten.

## Kultur und Sehenswürdigkeiten

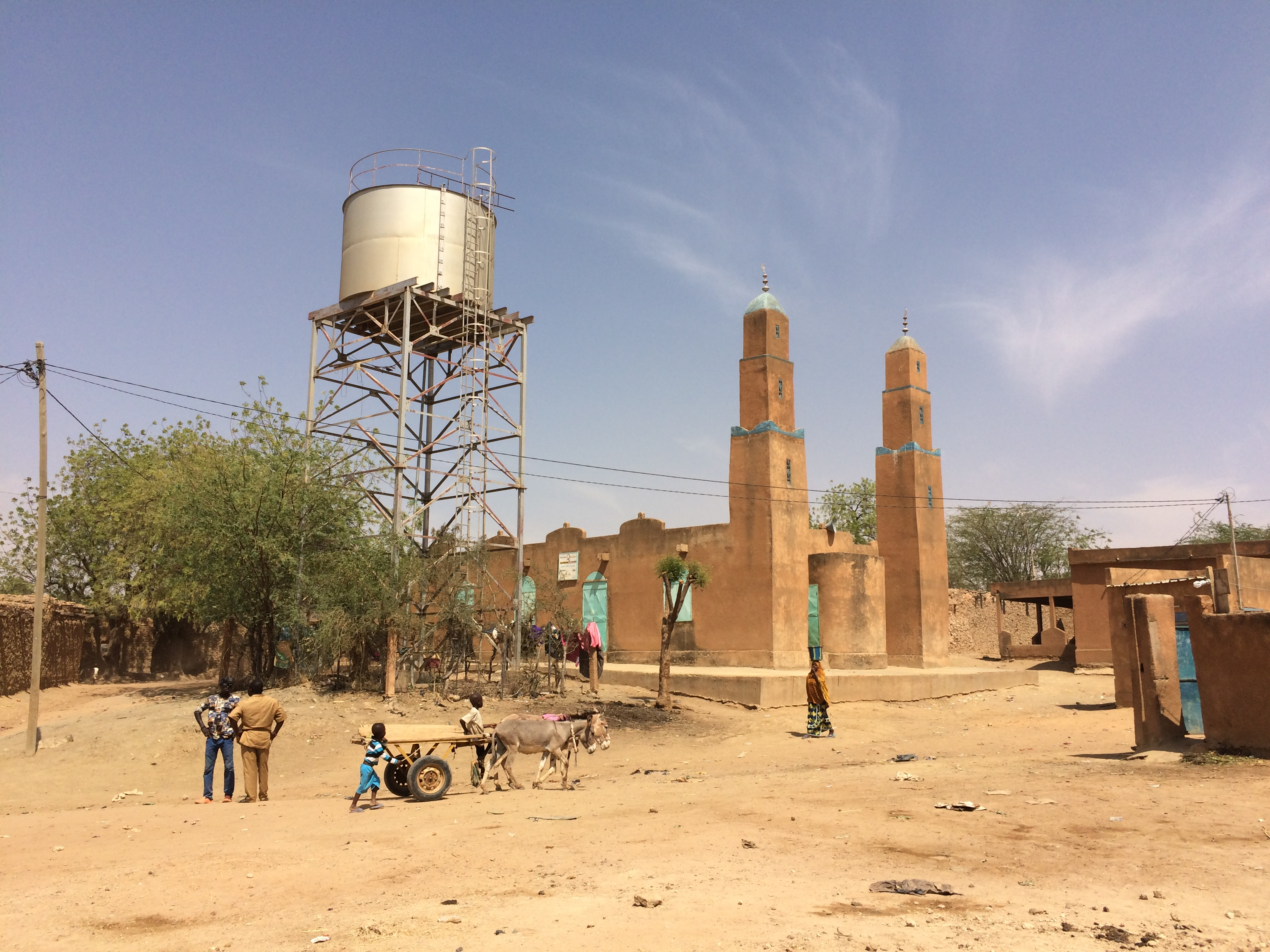
Moschee in Boubon

Am Ortsrand steht mit großem Abstand zu den Siedlungen eine kleine Freitagsmoschee. Die Moschee stammt aus dem Jahr 1947 und umfasst ein Areal von 260 Quadratmetern, das leicht abschüssig verläuft. Die Umgebungspflanzungen bestehen aus Niebäumen. Das Betraumgebäude der Moschee ist als ausgeprägte Längsanlage konzipiert und hat keinen Hof. Der Mihrāb-Vorbau ist quaderförmig und mit Eckzinnen verziert. Die Außenmauern sind schmucklos und ungegliedert. Die großen Fenster werden durch Blechläden geschützt. An allen Seiten bestehen Zugänge. An der Südseite gibt es zudem ein hohes Adhān-Podest. An der Westseite existiert ein Schattendach über vier Freipfeilern. Der Innenraum weist 13 Transversalschiffe auf, die von einer unregelmäßig verteilten Vielzahl von Stützen getragen werden. In der Südostecke befindet sich ein Minbar-Podest.

## Wirtschaft und Infrastruktur

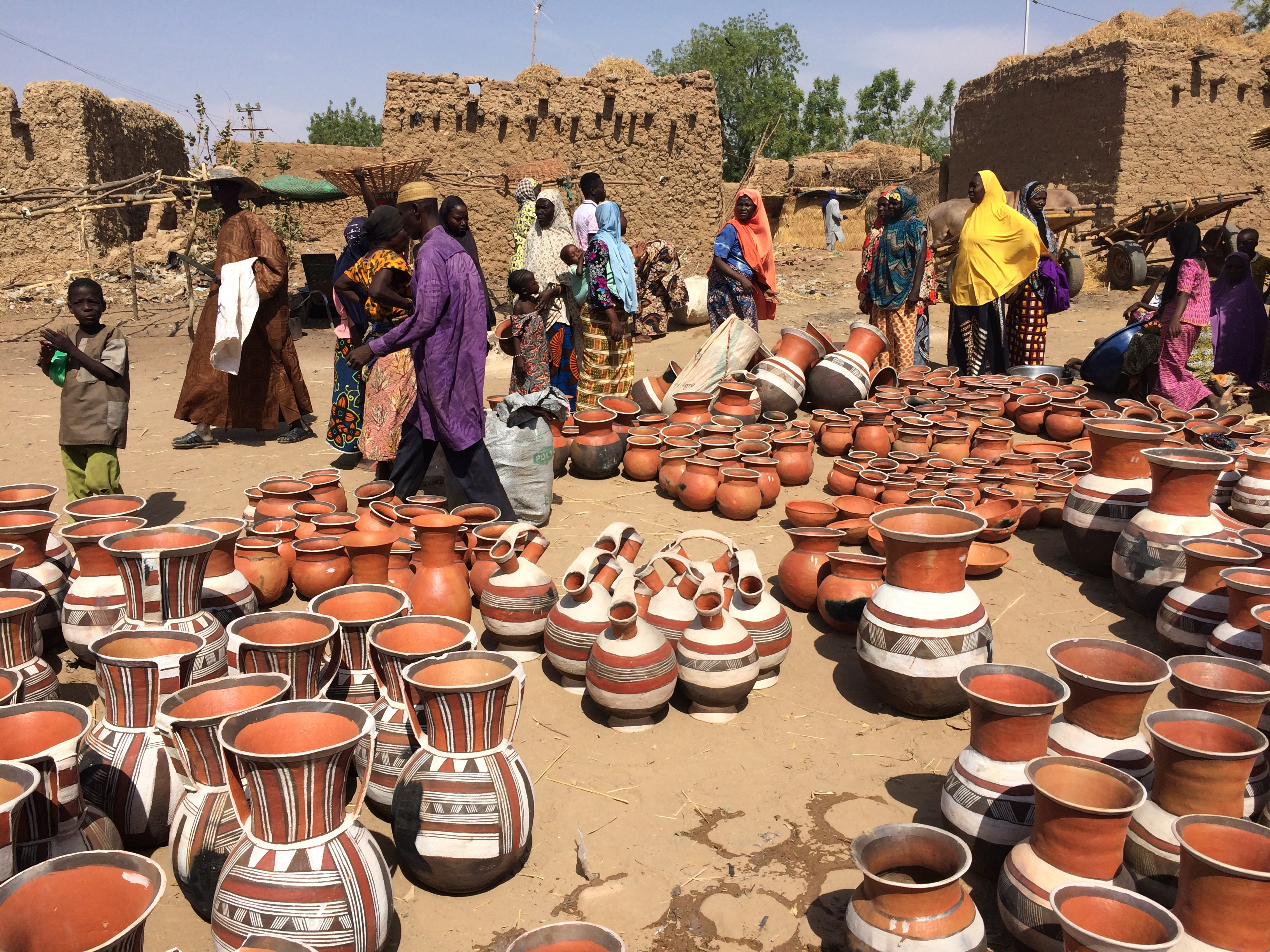
Töpfermarkt in Boubon

Der Markttag ist Mittwoch. Neben Fisch und Reis aus der Region werden im Dorf hergestellte Töpferwaren verkauft. Mit einem Centre de Santé Intégré (CSI) ist ein Gesundheitszentrum vorhanden. Es gibt eine Schule.